# Saturno Buttò
Saturno Buttò (* 14. Mai 1957 in Portogruaro) ist ein italienischer Maler, der für seine sakral-erotischen Gemälde bekannt ist.

## Leben
1980 studierte Buttò Malerei an der Accademia di belle arti di Venezia.
Charakteristisch für sein Werk ist die ikonografische Darstellung von Sinnlichkeit und obskurer Spiritualität und grotesker Erotik, häufig mit sadomasochistischen Bezügen.
Seit 1993 hatte Buttò zahlreiche Einzel- und Gruppenausstellungen.
Buttò gestaltete auch das Artwork für verschiedene Bands wie Therion oder Camerata Mediolanense – in deren Video Canzone alla Vergine ist Buttò in seinem Atelier und Teil der Handlung.
Buttò lebt und arbeitet in Bibione.

## Ausstellungen (Auswahl)
- 1993ff. Arte '93 – Arte 2000, Padua
- 1997 Häusliche Rituale – Riti domestici, Stadtmuseum Klausen, Südtirol[6]
- 2001 Cerimonie, Young Museum, Palazzo Ducale
- 2005 The Year of the Chimera, Glass Garage Fine Art
- 2007 Silent Opera, Glass Garage, Los Angeles[7]
- 2008 Paintings, Libreria Bocca, Mailand[8]
- 2010 The Vault-Saturno Buttò, Strychnin Galerie, Berlin
- 2011 54. Biennale di Venezia, Pavillon Vénétie in der Villa Contarini, Venedig.[9] (Gruppenausstellung)
- 2012 Nati sotto Saturno, Piccola Galleria, Bassano del Grappa, Venetien.[10][9]
- 2012 Disegni, Qanat Art Music Media (QAMM), Palermo.[9]
- 2012 La fin du monde, Musée de l’érotisme, Paris.[11][12]
- 2015 The Macabre Gallery Show I, Gallery X, Dublin.[13] (Gruppenausstellung)
- 2015 GOTH – 解剖と縫合 – Dissection and Suture, Vanilla Gallery, Tokio.[14] (Gruppenausstellung)
- 2016 Svelata – Unveiled, Cell63 art platform, Berlin.[15] (Gruppenausstellung)

### Museen mit Buttò-Werken in Dauerausstellung
- Musée de l’érotisme, Paris, Frankreich.
- Los Angeles County Museum of Art (LACMA), Los Angeles, USA.
- Grattacielo Pirelli Palazzo della Regione, Mailand, Italien.
- Loggiato San Bartolomeo, Palermo, Italien.
- Museo Arti Geosito Monti Aurunci (MAGMA), Roccamonfina, Italien.[16]

Quelle:

## Monografien
- Portraits de Saturne: 1989–1992, 1993
- AA.VV.: Martyrologium. Esaprint, 2007, ISBN 978-88-902841-0-6.
- M. L. Trevisan, B. Brollo, G. Fogazzi: Opere 1993–1999. Magalini, 2008, ISBN Z9a7a11113878.
- V. Arnaldi (Hrsg.): Blood is my favorite color. Mondo Bizzarro, Rom 2012, ISBN 978-8896850138.
- Arianna Albertini, Saturno Buttò, Vera Ernst: Saturnicore, 2012
- Breviarium Humanae Redemptionis – Opera 2007–2014, Edizioni Centrooffset, 2015, ISBN 978-88-97998-05-1.